# Verena Gabe
Verena Gabe (* 22. November 1991) ist eine ehemalige deutsche Nationalspielerin in der Boulespiel-Sportart Pétanque im Deutschen Boccia-, Boule- und Pétanque-Verband. Sie ist deutsche Meisterin und war Teilnehmerin bei Europa- und Weltmeisterschaften sowie bei den World Games 2022.

## Karriere
Gabe begann im Jahr 2012 bei TV Brühl mit dem Boulespielen, danach war sie beim 1. BC Schwetzingen, und später bei den Allstars Rhein-Neckar Schwetzingen aktiv. Von 2018 bis 2023 war sie im Nationalkader und tritt seit 2022 für den Pétanqueclub Burggarten Horb in der Pétanque-Bundesliga an, mit dem sie 2022 und 2023 deutscher Meister wurde.
Im Frauen-Triplette gewann sie 2018 die Bronzemedaille bei den Europameisterschaften und 2022 die Bronzemedaille bei den Weltmeisterschaften.
Sie ist Rechtshänderin, spielt bevorzugt die Spielposition Pointeur (Vorlegerin) und hat Kugeln im Gewicht 680 Gramm bei 72 mm Durchmesser.

## Erfolge

### International
- 2018: 3. Platz Europameisterschaft Frauen Triplette (zusammen mit Luzia Beil, Eileen Jenal und Anna Lazaridis)
- 2019: Teilnahme an der Weltmeisterschaft
- 2021: Teilnahme an der Weltmeisterschaft
- 2022: 3. Platz Weltmeisterschaft Frauen Doublette (zusammen mit Eileen Jenal)
- 2022: Teilnehmerin bei den World Games (4. Platz im Frauen Doublette zusammen mit Eileen Jenal)

### National
(Quelle: )
- 2016: 3. Platz Deutsche Meisterschaft Doublette mixte zusammen mit André Skiba
- 2016: 3. Platz Deutsche Meisterschaft Triplette Frauen zusammen mit Manuela Schätzle und Manon Dallery
- 2018: 3. Platz Deutsche Meisterschaft Triplette Frauen zusammen mit Ann-Katrin Hartel und Muriel Hess
- 2022: 2. Platz Deutsche Meisterschaft Triplette zusammen mit Tobias Müller und Daniel Reichert
- 2022: Deutscher Vereinsmeister mit dem Pétanqueclub Burggarten Horb[5]
- 2022: 2. Platz Deutsche Meisterschaft Triplette Frauen zusammen mit Muriel Hess und Lara Koch
- 2023: 1. Platz Deutsche Meisterschaft Doublette mixte zusammen mit Daniel Reichert[6]
- 2023: Deutscher Vereinsmeister mit dem Pétanqueclub Burggarten Horb
- 2024: Deutscher Vereinsmeister mit dem Pétanqueclub Burggarten Horb

## Privates
Gabe wohnt in Brühl bei Mannheim und arbeitet als kaufmännische Projektleiterin und hat zwei Kinder.